# Kurt Schwitters
Kurt Schwitters (Hannover, 1887. június 20. – Düsseldorf, 1948. január 8.) német dadaista képzőművész.

## Élete
1908-ban Hannoverben iparművészeti iskolába járt, majd 1913-ban a Drezdai Akadémián tanult. Eleinte a Der Blaue Reiter volt rá nagy hatással. Rengeteget publikált, számos folyóiratnak dolgozott, pld. verseket, karcolatokat küldött a Sturmnak.
1917-ben behívták katonának, itt műszaki rajzoló lett. Ekkor szerette meg a konstruált szerkezeteket, hasonlóan, mint Marcel Duchamp. Művészetében kimutatható Delanuay és Balla hatása, a színspektrumok, az erővonalak alkalmazásában. Képei többnyire koncentrikusak, tiszta színekkel bevont korongokkal, átlókkal komponálva.

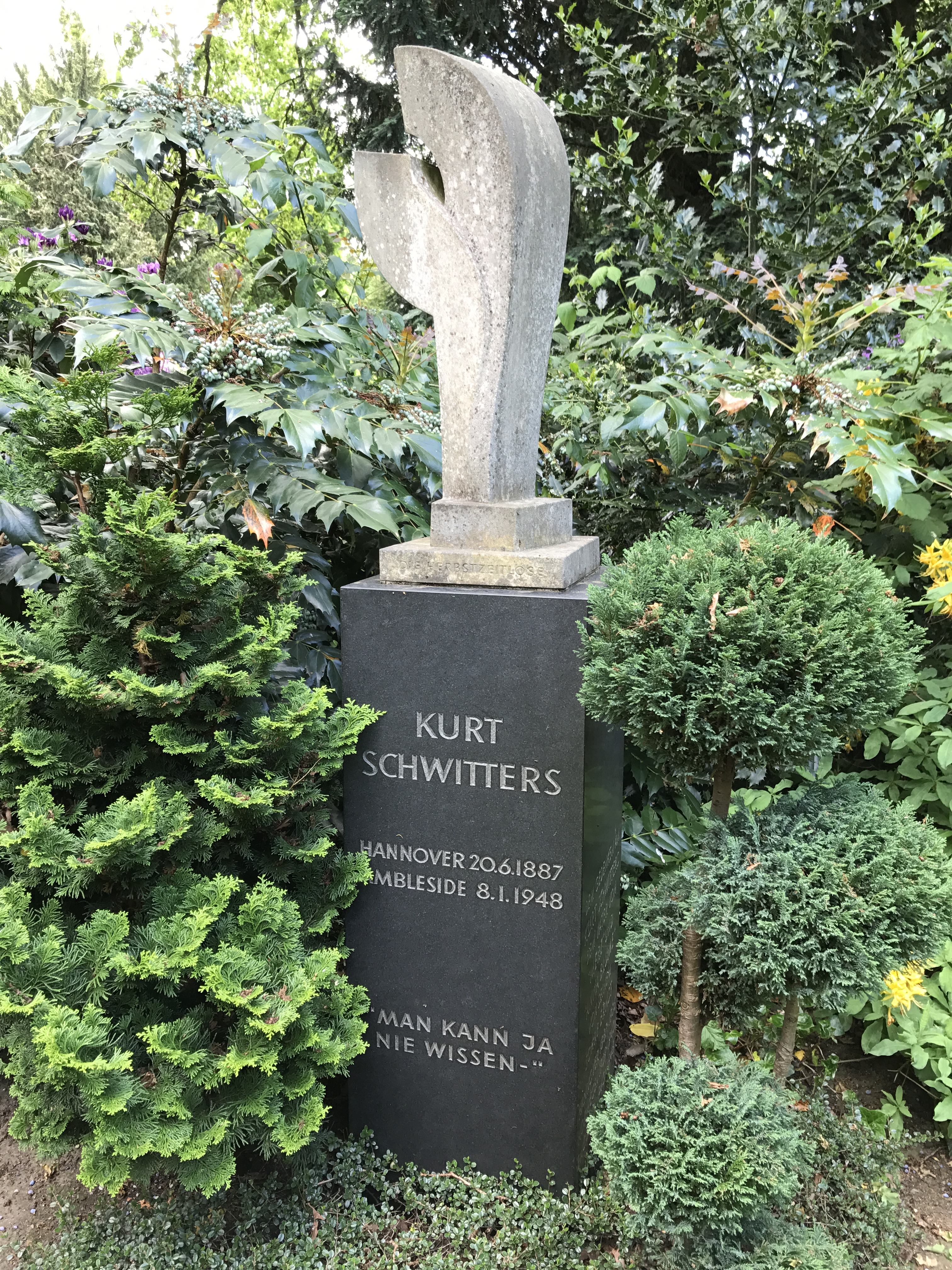
Sírja Hannoverben az Engesohde városi temetőben

1919-ben fedezte fel az assemblage forradalmi módszerét. A véletlenszerűen létrehozott művek egyik legkövetkezetesebb készítője. Schwitters mindent felhasznált: fa- és vasdarabkákat, szövetdarabokat, borítékok részeit, kárpitfoszlányokat, tyúktollat, villamosjegyet, postabélyeget, szöget, kartont, követ, bőrt és így tovább. Nem úgy alkalmazta ezeket az elemeket, mint a kubisták vagy a futuristák, akik általában csak egy bizonyos részben használták fel némelyiket a képen, s akkor is a szín vagy a kompozíció építette be őket. Schwitters „művei” akkor szűntek meg dadaisták lenni, amikor a kubista és az absztrakt képpel kezdett vetélkedni, vagyis amikor produktumainak „esztétikai” értéket akart adni, s a korábbi dadaista intuíciót akadémikus jelrendszerré alakította át: az ismétlés azonban a Dada halála. Nála  a kollázs egy metamorfózison ment keresztül. Először ábrázoló motívumokként, majd absztrakt jelekként szerepelnek. Feszültség alakul így ki a tárgy és az absztrakció között, mivel a tárgynak megmarad az utaló jellege. Kompozíciói aprólékosan kidolgozottak, Szent-Ferencei szeretetet sugároznak, melyben az isten mindenhol jelen van, még a legalantasabb tárgyban is. Sokan úgy jellemzik, hogy a hulladékra vetett anyagdarabkák megdicsőülnek. Így leszámol a művészet szakrális voltával. A tárgyműveknél mindenből minden lehetséges.

## Művészete
Nem agresszív, és kevésbé politikus, mint a németországi dadaisták nagy része. Van persze egyfajta anarchista lázadása a német kultúra ellen. Jó nyelvi képességei is voltak; kollázs, szobrászat, assemblage, festészet mellett költészettel is foglalkozott. Ezeket színházban akarta összekapcsolni, egyfajta „Gesamkunstwerk”-et akart létrehozni, hasonlóan, mint Vaszilij Kandinszkij.

## Alkotásai
- Hegyi temető: (1919) Erős vágású fekete vonalakat alkalmaz. Fő kifejező eszközei az átlók és körök.
- Cukorból a szív a kávéba megy: (1919) Festészet és költészet egybekapcsolása ez a kép. Assemblage-elv érvényesül. Életkép és csendélet töredékeiből, kávét öntő kézből és egy önarckép-karikatúrából épül fel. Schwitters kiszakítja a tárgyakat a szokásos kontextusukból, melyben egyfajta logika sejlik fel. Mikronarratíva jön létre a metonímia segítségével. Minden egyes kis elem egy nagyot helyettesít.
- Koketterie: (1919)
- Konstrukció nemes hölgyek számára: (1919)
- Undbild: (1919)
- Keringés: (1919)
- Dolgozó-kép: (1919)
- A Nagy-Én kép (Merz kép 9B): (1919) Tárgyakat is alkalmaz a képen, ezt reliefassemblage-nak hívjuk. Ő „B” betűvel jelezte őket.
- Merz-kép: (1920) Valószínűleg a Commerz szót (A Commerzbank neve) kettévágta és a képet Merz-nek nevezte el, hogy ezzel is jelezze az avantgardizmus üzletellenességét. A merz szó emellett az ő dadaizmusának változatát is jelzi, stílusmegjelenítés az ő művészetében , mert a német dadaisták kizárták a soraikból. A merz 1919 júniusában vetődött fel, mindenféle média együttesét is jelzi. A merz totális világszemlélet.
- Merz kép 25A: (1920) Míg a festményt a folyékony nedves anyaggal való alkotás jellemzi, az assemblage száraz és kívülről közelíti meg az ember. Az ilyen assemblage egy tartály, vagy egy doboz. Schwitters a festészettel egyenrangú műfajnak tartotta. A címek sokszor nincsenek kapcsolatban a képekkel. Érzékeny átmenet a festészet és az anyaghasználat között.
- Merz konstrukció: (1921) Lényegében absztrakt, de úgy tűnik, mintha egy ház homlokzata lenne.
- Hajtűkép: (1920)
- Hányás-kép: (1920)
- Győzelem-kép: (1920)
- Formák a térben: (1920)
- Rosstett:
- Csibész kölyök: (1921) Raffaello Madonnáját alakította át a berlini dadaisták kellékeivel. A Szent Szűz kritizálása kedvelt volt náluk.

Két berlini szemeszter után visszament Hannoverbe. Családot alapít és kispolgári életet kezd élni. 1923-tól újságot indít, a Metz című dadaista-konstruktivista kiadványt. Egyfajta nemzetközi hálózatot kívánt létrehozni, az újság mail-art szerű. Kifejti, hogy eltér Vaszilij Kandinszkijtól annyiban, hogy minden formai elemnek jelentése van, hogy a jelentést a média határozza meg, és nem fordítható le másik médiumra. A közös tartalmat az anyagok belső tulajdonságai határozzák meg. Az anyagnak egy önálló jelentése nyilvánul meg benne. A halott anyag is élő szellem lesz nála.  
A véletlen mozgása nála szigorúan kontrollált. A pusztán geometrikus kompozíció felé halad. Ez a konstruktivista hatás a Bauhaus és a De Stijl kiállítása után érezhető. Tehát a dada és a konstruktivista irányzatok nem is annyira ellentétes irányúak.
- Kockák: Egyértelműen jelzi a konstruktivizmus hatását.
- Belépőjegy:

1921-ben előadásokat tart különböző városokban. Ez a dada diadalmenete. Az előadáson részt vesz Theo van Doesburg és Huszár Vilmos is. Egy folyamatos játék ez az újságírókkal. Schwitters hangra alapozott (szonorikus) verseit szavalta, Hannoverben az orrát fújta, és nevezte el dadaizmusnak. Huszár magyar paraszttáncokat adott elő. 
1921 és ‘22 között az egész avantgardban nagy változás figyelhető meg. A lázadás helyett a funkcionális szemlélet jelenik meg, racionálisabb lesz. 
- Merz-kép gyertyával: Monokróm hatást mutat.
- Zuban Merz 366: (1922) A kis formátum nemcsak az anyagból adódik, amelyből létrehozza a művet, hanem intimitásából, amit a művész létre akar hozni a néző és a műalkotás között.
- Kollázs MZ439: (1922) A kollázsok „akármiből” készülhetnek, de nem „akárhogy”. Annak ellenére, hogy a spontaneitás benyomását keltik, a valóságban választékosan megkonstruáltak, a felhasznált hulladékok formájától és színétől függően.
- Merz-kép: (1923) Érezhető rajta egyfajta színpadiasság. A színpadi egységben gondolkodik. Párhuzamot lehet vonni Marcel Duchamp Nagy üveg c. művével, a dobozszerű, akváriumszerű hatása miatt, melyben a konstrukció és a gép nagy szerephez jut.
- Merz reklám: A merz folyóiratnak a tipográfiai terve ez.
- Bergmann film: (1926)
- Széles deszka: (1927) A kollázs kiterjesztését kísérhetjük nyomon. Itt ismét Appolinaire-re lehet hivatkozni, miszerint: „Mindenki azzal fest, amivel akar.”
- Merzwerbe zentrale: (1934) Schwitters a 30-as években folytatja a kollázskészítést. Ezek az alkotásai az általa 10 évvel korábban készített munkák visszhangjai.
- Oszlop: (1936) Brancusi hatását mutatja.

## Merz-bau
1920-ban kezdi el és 13 éven keresztül műtermében építi nagy művét. Először állandóan növekvő kis épület volt, grottának nevezte el, különböző katedrálisokat és barlangokat hozott létre. Akkumulatív hozzáálláson alapuló nagy szobor ez. A szobrászatot, építészetet és festészetet magába foglaló konstrukció a dadaizmus szívébe zárt, az élet és a művészet közötti határ lerombolásának vágyát valósítja meg. Először a műtermében kezdte építeni, majd a felette lévő lakást is megvette és folytatta. A barátainak kis szentélyeket hozott létre benne. Főleg homorú és domború formákat alkalmaz. Minden formának külön jelentése volt. Ez az első Merzbau Hannover bombázása alatt semmisült meg. 
Adolf Hitler hatalomra jutása után Schwitters-t „kultur-bolsevik”-nek kiáltják ki, ezért 1937-től Norvégiában folytatta a Merz-bau-t, itt dolgozik 1940-ig. Sajnos ez is megsemmisült, leégett. Norvégiában kommersz festészetből élt. 
- Norvég táj:

- Merz-bau, az erotikus boldogtalanság katedrálisa: (1928)

- Merz-bau, egy egész Merz oszloppal: (1930)

- Merz-bau, Az arany grotta: (1932)

1940-ben Angliába megy, ott mint német állampolgárt internáló táborba küldték, amikor kiszabadul a New York-i Museum of Modern Arttól kapott ösztöndíjjal Amerikába megy, s a harmadik Merz-bau-t kezdi el építeni egy magányos farmon, de halála miatt befejezetlenül marad. 
- Merz-bau: (1940-es évek)

## Kései művei
- Üvegvirág

- Kompozíció (1943)

- Nők:  A pop-art előzménye is lehetne a kép.